# Vicelinuskerk (Pronstorf)
De Vicelinuskerk (Duits: Vicelinkirche) is een oude weerkerk en Veldsteenkerk uit de 12e eeuw in de Oost-Holsteinse plaats Pronstorf (Sleeswijk-Holstein).

## Geschiedenis

De Vicelinuskerk in het wapen van Pronstorf

De kerk ontstond waarschijnlijk op een voormalige offerplaats voor Prone, de god van de Wenden die de voorzichtigheid dan wel de gerechtigheid voorstelde. Het was een toenmalig gebruik om heidense plaatsen met de bouw van een kerk te kerstenen. De kerk draagt de naam van Vicelinus, de apostel die na de verovering van Wagrië er meerdere kerken liet oprichten ten behoeve van de verbreiding van het evangelie. Meer van deze Vicelinuskerken zijn de Petruskerk in Bosau, de Vicelinuskerk in Ratekau, de Sint-Laurentiuskerk in Süsel en de Sint-Johanneskerk in Neukirchen.
De kerk wordt voor het eerst in 1198 genoemd en is te midden van een kerkhof gelegen op een hoogte midden in het dorp Pronstorf.

## Beschrijving
Het kerkgebouw betreft een in romaanse stijl gebouwde eenschepige zaalkerk met een lang koor en een ronde toren. De kerk werd vooral van veldstenen gebouwd en heeft een met dakpannen gedekt zadeldak. Voor de oostelijke zijde van het koor en een paar steunberen werd baksteen gebruikt.
De toren op de westelijke zijde van de kerk werd eveneens van veldstenen gebouwd en wordt omgeven door drie steunberen. Boven de steunberen is het oorspronkelijk muurwerk van veldstenen vervangen door baksteen, dat verstevigd wordt door de talrijke muurankers in kruisvorm. In de toren is een opening waarachter de klok schuilgaat.
Vroeger werd het kerkgebouw afgesloten door een oostelijke apsis, maar deze werd bij de verlenging van het koor in de 14e eeuw afgebroken. De verbouwing leidde eveneens tot de grotere vensters in het oostelijke deel van het koor.
Bewaard bleef de beschildering van het balkenplafond uit 1680 met scènes uit de Bijbel. Eveneens vermeldenswaardig is het doopvont uit de 13e eeuw.

## Overig
- De klok van de kerk bevindt zich in een vrijstaande klokkenstoel op het kerkhof.
- Bij de klokkenstoel staat ook een van gele baksteen opgetrokken lijkenhuis in classicistische stijl.
- Bij het koor ligt de zogenaamde Schalenstein von Reinsbek, een zwerfkei die in de bronstijd bewerkt werd. De kei heeft zo'n 270 komvormige deuken met een doorsnee van twee tot vijf centimeter.

## Afbeeldingen

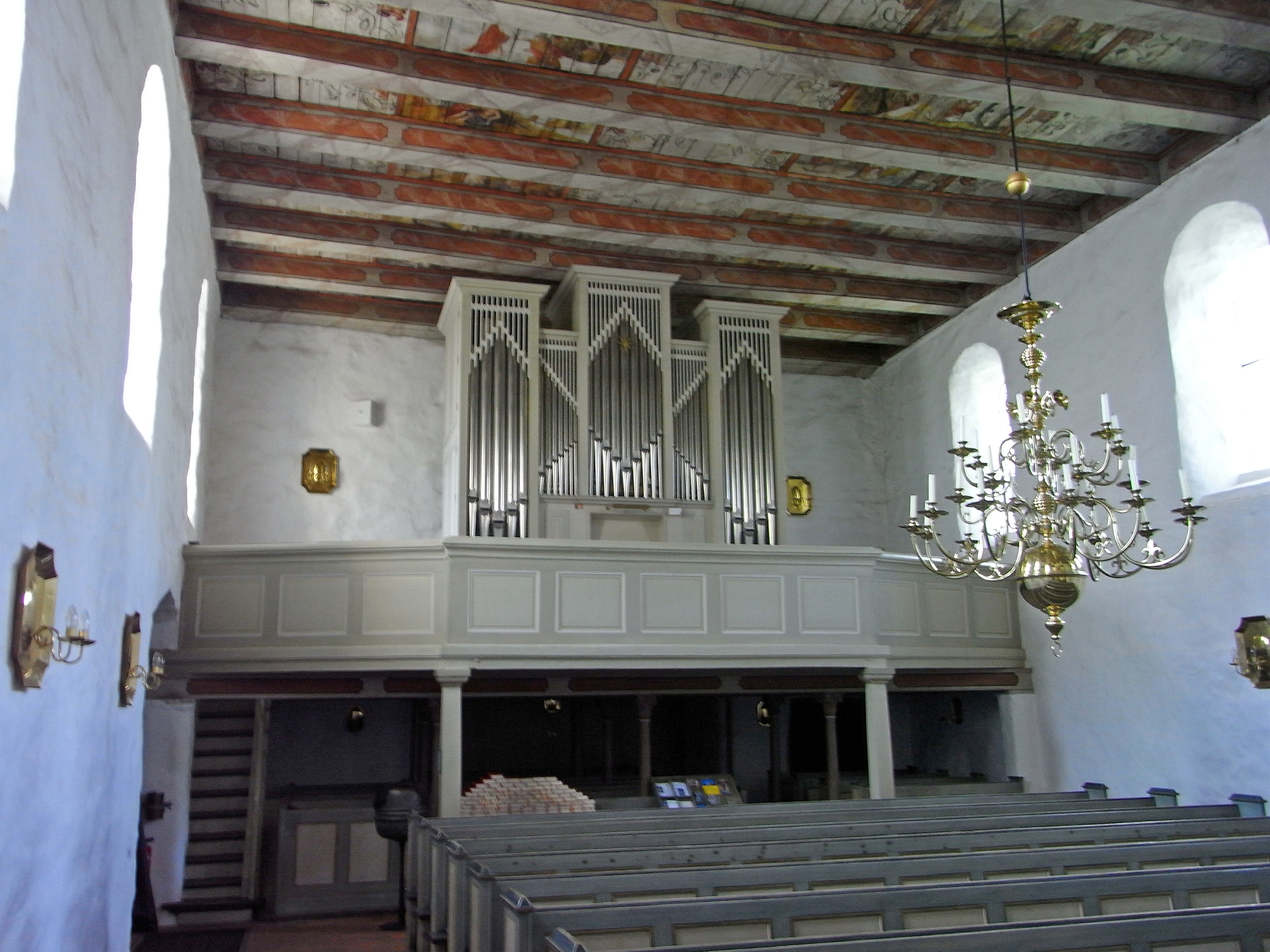
Orgel
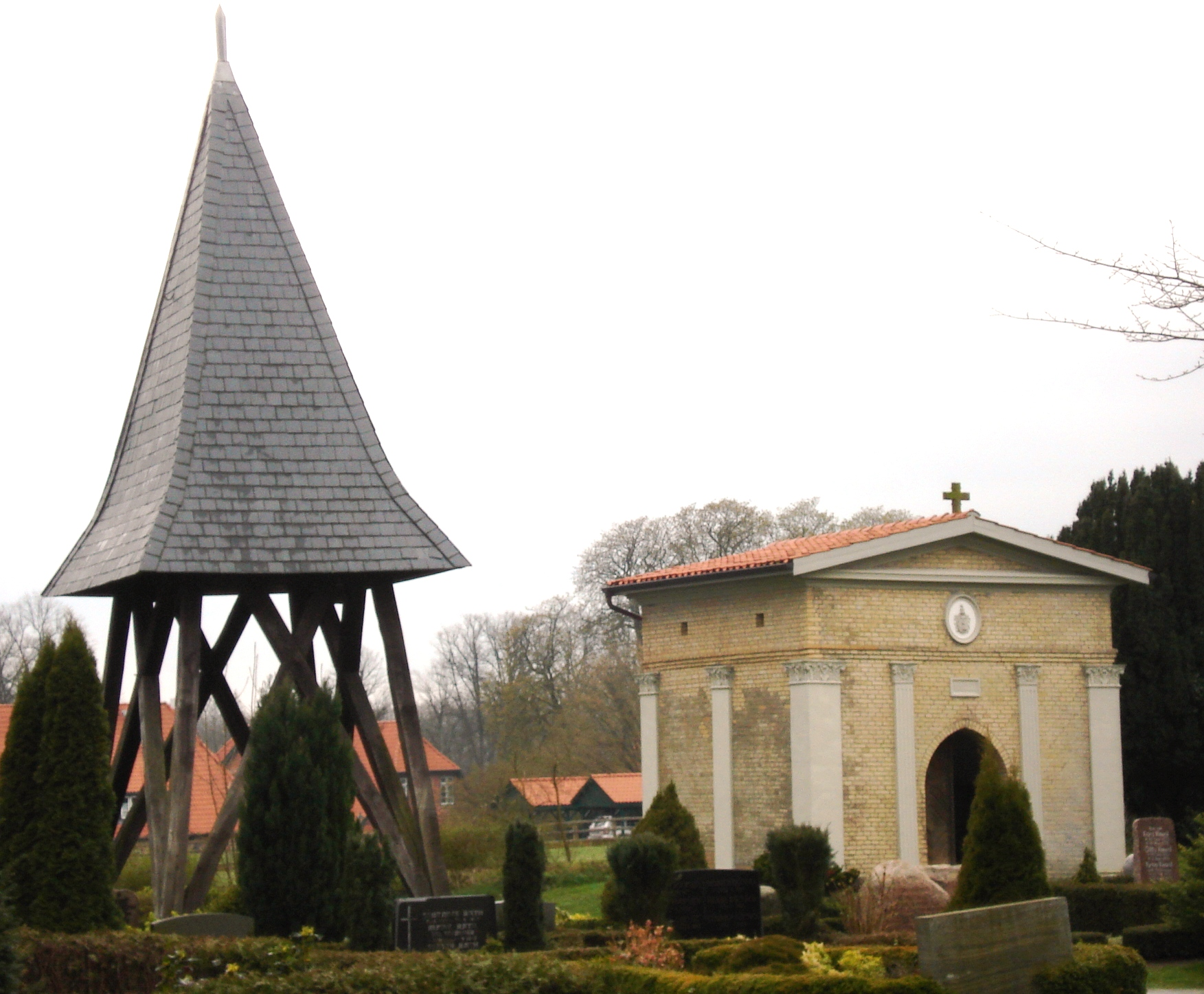
Klokkenstoel en lijkenhuis
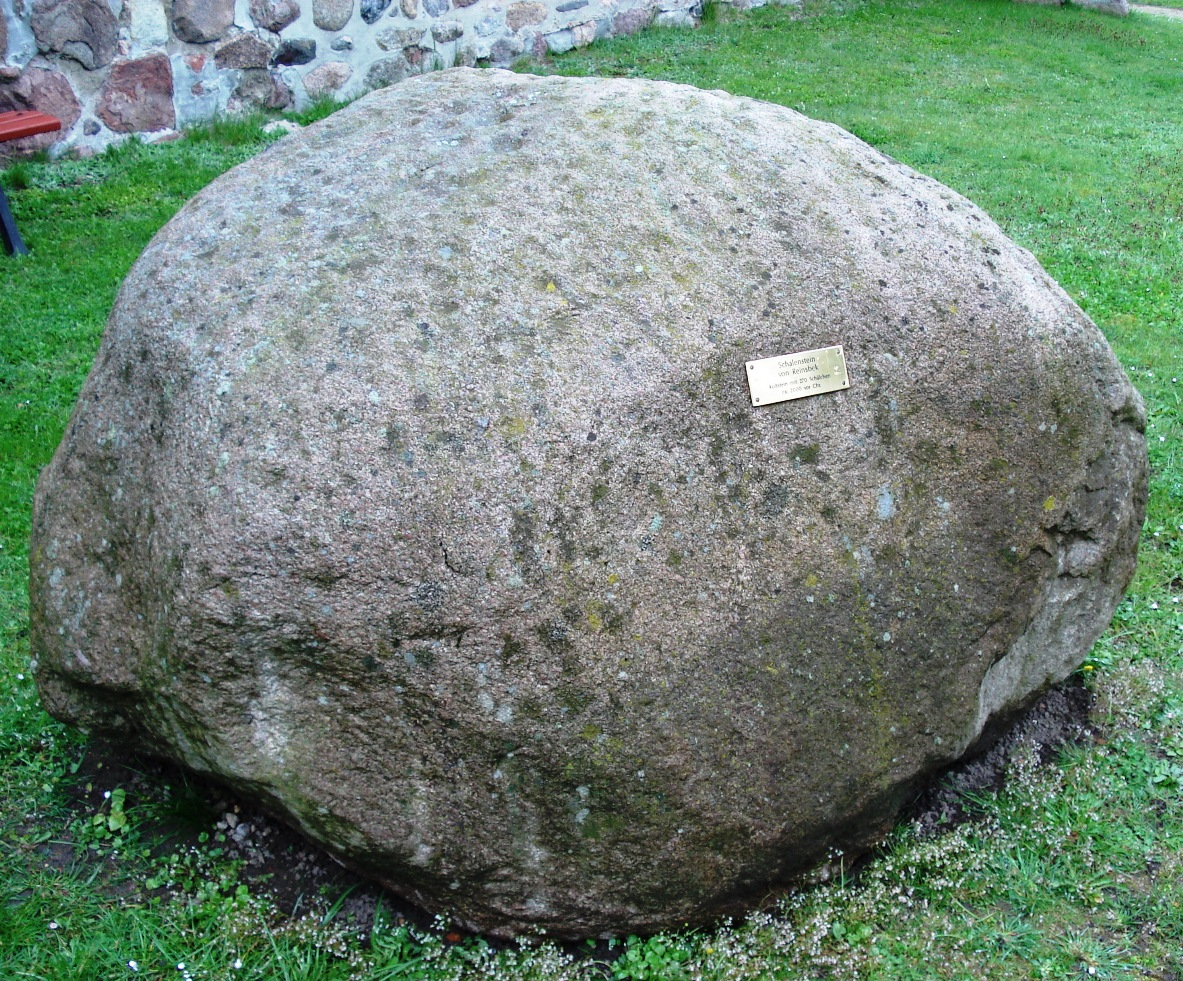
De Schalenstein